# 土店子站
土店子站是一个陇海线上的铁路车站，位于甘肃省陇西县文峰镇，建于1958年，目前为五等站，邮政编码为748000。目前不办理客、货运营业。